# أليخاندرو توليدو
أليخاندرو توليدو مانريك (بالإسبانية: Alejandro Celestino Toledo Manrique). ولد في 28 مارس 1946. هو رئيس دولة بيرو في الفترة من 2001 إلى 2006. فاز في انتخابات 2001 على الرئيس السابق آلن غارسيا وقد اشتهر بسبب قيادته للمعارضة في عهد الرئيس السابق ألبرتو فوجيموري وبعد مغادرته الحكم ذهب إلى الولايات المتحدة حيث عمل في الفترة من 2006 الي 2008 في جامعة ستانفورد وهو أول رئيس ينحدر من السكان الأصليين وليس من أصول أوروبية.

## النشأة
ولد لعائلة من السكان الاصليين تحتوي على 16 طفلا في مدينة على ساحل بيرو الشمالي ووالده كان عامل بناء وعمل هو شخصيا وهو طفل في تلميع الاحذية. حصل على منحة لمدة عام واحد لدراسة الاقتصاد في جامعة سان فرانسسيكو واكمل دراسته وحصل على البكالوريوس بحصوله على منحة جزئية لكرة القدم وعمله في محطات البنزين ثم حصل على درجة الماجستير فبي الاقتصاد وعلى درجة الماجستير في التربية والتعليم، وأنهى دراسته الدكتوراه في التربية والتعليم (في 1993) في جامعة ستانفورد عام 1993.و عمل استاذا للاقتصاد في جامعات بيرو بعد عودته من الخارج.

## الحياة المهنية
عمل توليدو مستشارا لمنظمات دولية مختلفة، بما في ذلك الأمم المتحدة، و البنك الدولي، بتك التنمية للبلدان الأمريكية، و منظمة العمل الدولية، منظمة التعاون والتنمية الاقتصادية، عمل أيضا كأستاذ في إيسان الكلية الرائدة في إدارة الأعمال في بيرو. من 1991 إلى 1994، كان باحث منتسب في مجال التنمية الدولية في معهد هارفارد للتنمية الدولية. عمل أيضا أستاذ زائر في جامعة واسيدا في طوكيو،
نشر توليدو عدة كتب في مجال تحقيق النمو الاقتصادي والإصلاحات الهيكلية. كتابه أوراق على الطاولة، يصف حياته السياسية والتي قادته إلى تأسيس الحزب بيرو ممكنة (بالإسبانية: Perú Posible).

## حياته السياسية
دخل الساياسة كمرشح مستقل في عام 1995 وحصل على 3% من الأصوات في الانتخابات التي فاز بها الرئيس ألبرتو فوجيموري وفي 1999 أسس حزبه السياسي بيرو ممكنة. وفي عام 2000 قرر الرئيس ألبرتو فوجيموري ترشيح نفسه لفترة رئاسية جديدة. بالرغم من كونه سياسيا غير معروف وجد نفسه قائدا للمعارضة ضد ألبرتو فوجيموري وخاض الانتخابات ضده واستطاع ألبرتو فوجيموري أن يفوز في الجولة الأولى في انتخابات 2000 وسط مزاعم التزوير. رفض توليدو هذة النتائج ورفض خوض الجولة الثانية وقرر رفع التماس للمحكمة العليا بوقف الانتخابات. ولكن الانتخابات استؤنفت وأُعلن ألبرتو فوجيموري رئيسا. وفي يوم 28 يوليو، 2000، يوم الاستقلال في بيرو، تم تنصيب فوجيمورى لفترة رئاسة ثالثة. في هذا اليوم قاد توليدو مجموعات من المتظاهرين نحو الكونغرس في مظاهرات سلمية احتجاجا على تنصيب فوجيموري. ولكن اندلعت أعمال العنف والتفجيرات في المظاهرات مسببة وفاة 6 قتلى وبسبب ارتفاع التهامات بالفساد والرشوة ضد حكومته أعلن فوجيموري في نوفمبر 2000 أثناء حضوره اجتماعا لمنظمة التعاون الاقتصادي لاسيا والباسيفيك في بروناي عن إجراء انتخابات جديدة في 2001 وإنه لن يترشح فيها. ثم خسر حزبه السيطرة على الكونغرس في الانتخابات فرحل إلى اليابان مقدما استقالته عن طريق الفاكس وحصوله على الجنسية اليابانية ومن ثم انتخب رئيس البرلمان فالنتين بانياغوا كرئيس مؤقت للبلاد. أعلن عن إجراء انتخابات رئاسية في 2001 ترشح فيها توليدو وحصل على (52.5 ٪ مقابل 47.5 ٪ لمنافسه الرئيس السابق آلن غارسيا.

### الرئاسة
خلال فترة رئاسته استطاع الاقتصاد البيروفي تحقيق نمو بمعدل ستة في المئة. مدفوعا بارتفاع أسعار المعادن، والاستثمار الخاص والصادرات، محققا واحدا من أعلى معدلات النمو في أميركا اللاتينية. وبلغ متوسط معدل التضخم 1.5 في المئة، والعجز المالي انخفض إلى 0.2 في المئة. وكانت بيرو تصنف في عهده من البلاد الأقل خطرا في أمريكا اللاتينية وعمل خلال فترة حكمه على تقليل معدلات الفقر في البلاد وقدّم برنامج معا من أجل مساعدة العائلات التي تعولها امرأة في المناطق الفقيرة.

### الترشح للرئاسة سنة 2011
خاض الجولة الأولى من الانتخابات الرئاسية سنة 2011، لكن خروجه منها في الدورة الأولى جعله يدخل في حملة تأييد أولانتا هومالا في الجولة الثانية. ودعى البيروفيين إلى التصويت على أولانتا هومالا.

## روابط خارجية
- أليخاندرو توليدو على موقع الموسوعة البريطانية (الإنجليزية)
- أليخاندرو توليدو على موقع مونزينجر (الألمانية)